# Cztery Skarby Tuatha
Cztery Skarby – znane także jako Świętości Irlandii (ang. The Hallows of Ireland) – w mitologii irlandzkiej cztery obdarzone niezwykłą mocą przedmioty przywiezione do Irlandii przez lud Tuatha de Danaan, którzy przybyli z czterech miast – Murias, Falias, Gorias i Finias – mieszczących się na czterech wyspach na północy.

## Charakterystyka Skarbów
Skarbami były: Kamień Fal, Włócznia Przeznaczenia, Miecz Fragarach i Kocioł Odrodzenia. Skarby powiązane są z czterema żywiołami - Włócznia z ogniem, Kocioł z wodą, Miecz z powietrzem, a Kamień – z ziemią.

### Kamień Fal
Z Falias przywieziony został Kamień Fal (Lia Fal) – Kamień Przeznaczenia, o którym uważano, że mieścił się niedaleko wzgórza Tara w hrabstwie Meath i wywoływał imię każdego króla Irlandii. Twierdzono również, iż utrzymuje Irlandię nad falami i poziomem morza. Mistrz zawartej w nim mądrości nazywał się Morfessa.

### Włócznia Przeznaczenia
Z Gorias przywieziono Włócznię Przeznaczenia. Mistrzem jej mądrości był Esras. Została wykuta przez Kowala z Falias dla Lugha, aby użył jej w walce z Balorem. Ten, kto ją trzymał, wygrywał każdą bitwę – nie oparła się jej nigdy ani armia, ani bohater.

### Miecz Fragarach
Z Finias przyniesiono noszący miano Fragarach (irl. "Odpowiadacz") miecz Nuady. Mistrz jego mądrości, Uscias, dał go Nuadzie, który przekazał go Lughowi, od którego otrzymał go Cúchulainn, który z kolei podarował go Connowi Stu Bitew. Nikt nie uszedł z życiem spod jego ostrza, gdy tylko wyciągnięte zostało z pochwy, i nikt nie był w stanie mu się przeciwstawić. Niektórzy twierdzą, iż wykonany z brązu miecz, przechowywany w Narodowym Muzeum Irlandii, to właśnie to ostrze.

### Kocioł Odrodzenia
Z Murias przywieziono Kielich Dagdy, zwany Kotłem Odrodzenia. Mistrz jego mądrości, noszący imię Semias, powierzył go Dagdzie. Kocioł Odrodzenia był bezdenny i mógł wyżywić całą armię. Nikt nigdy nie odszedł od niego nienasycony. Uważano, że potrafi leczyć chorych i wskrzeszać umarłych. Mógł z niego skorzystać tylko człowiek prawy. Jednym z wielu istniejących naprawdę przedmiotów z nim identyfikowanych jest Kielich z Ardagh.